# Hedyosmum maximum
Hedyosmum maximum är en tvåhjärtbladig växtart som först beskrevs av O. Ktze., och fick sitt nu gällande namn av Karl Moritz Schumann. Hedyosmum maximum ingår i släktet Hedyosmum och familjen Chloranthaceae. Inga underarter finns listade i Catalogue of Life.